# Francesc Galofré i Oller
Francesc Galofré i Oller (Valls, 1864 – 1942, Barcelona) fou un pintor català.
Portat a Barcelona des de petit, assistí a l'Acadèmia Borrell i més tard a l'Escola de Belles Arts, amb Antoni Caba. Va ampliar els seus estudis a l'Escola de la Reial Acadèmia de Belles Arts de San Fernando a Madrid. Des de 1888 va participar en les exposicions de Madrid, on va ser guardonat amb diverses mencions honorífiques i medalles de segona i tercera classe i les de Barcelona a la mostra Universal amb menció honorífica. El seu taller estava situat al carrer Ample sobre el local de la societat Lo Niu guerrer. Estudi de petites dimensions il·luminat per una única claraboia. Amic dels pintors Cayo Zunzarren i Remigi Cid Armengol així com de l'escultor Enric Clarasó. Fou el pare del també pintor Francesc Galofre i Suris.

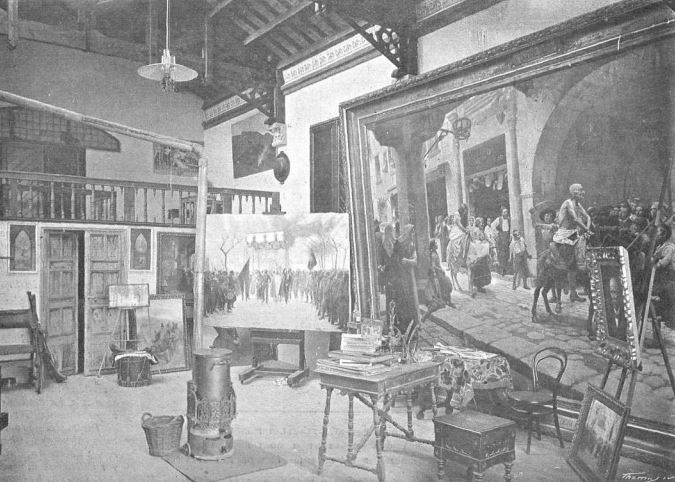
Taller del pintor

## Obra
Principalment va pintar grans composicions sobre temes històrics i religiosos com La glorificació de la Mare de Déu, integrada per vuit grans teles, per al cambril del Santuari de la Bonanova; Jesus al temple, Alfons XIII en Montserrat, La bandera del Bruch i La Pau universal. Per al Saló de Sant Jordi del palau de la Generalitat, va pintar altre enorme escena: Cristòfor Colom rebut pels Reis Catòlics.
La seva obra més coneguda és Bòria Avall representació d'un càstig per assots en ple segle xvii, i que es troba dipositada al Museu de Valls. Aquesta obra va enllestir-la després de dos anys de treball amb motiu de l'Exposició Nacional de Belles Arts de 1892 a Madrid També va pintar quadres de gènere i retrats, com Un model, conservat a la Biblioteca Museu Víctor Balaguer (Vilanova i la Geltrú) o molts dels que es poden trobar a la Galeria de vallencs il·lustres a la sala de plens de l'Ajuntament de Valls. És així mateix l'autor del retrat de Pere Virgili que forma part de la Galeria de Catalans Il·lustres (1892). Durant molts anys va exercir de crític artístic al diari barceloní Las noticias.